# Hotel Transylvania 3 - Una vacanza mostruosa
Hotel Transylvania 3 - Una vacanza mostruosa (Hotel Transylvania 3: Summer Vacation, conosciuto anche come Hotel Transylvania 3: A Monster Vacation) è un film d'animazione del 2018 diretto da Genndy Tartakovsky.
La pellicola è il sequel del film del 2015 Hotel Transylvania 2.

## Trama
Nel 1897, il Conte Dracula e i suoi amici, travestiti da umani, viaggiano su un treno diretto a Budapest. Tuttavia, il professor Abraham Van Helsing, arcinemico di Dracula, sale a bordo del treno smascherando i mostri; il gruppo fugge salendo sul tetto del treno e, quando il cacciatore di mostri li raggiunge, Dracula li spinge giù per la loro salvezza. Sfuggitogli trasformandosi in un topo, nel corso degli anni successivi il Principe delle Tenebre riesce a battere in astuzia il cacciatore, facendolo infine cadere da una scogliera e riflettendo sull'idea di realizzare un luogo dove i mostri possano nascondersi, andare in vacanza e sposarsi.
Nel presente, qualche tempo dopo gli eventi del secondo film, Dracula gestisce senza problemi gli affari dell'hotel, insieme alla figlia Mavis e al genero Johnny. Ciononostante, il conte è infelice poiché, da quando sua moglie Martha morì, si sente solo malgrado i vari tentativi di conoscere e uscire con qualcuno. Scambiando ciò per stress da troppo lavoro, Mavis prenota una crociera così che tutti possano staccare la spina e trascorrere più tempo insieme.
Il giorno dopo, Dracula, Mavis, Johnny, Dennis, Vlad e tutti gli altri mostri partono con un aereo mezzo rotto della linea "Gremlin Air", gestito da gremlins, che li conduce al Triangolo delle Bermude, dove salgono a bordo della nave da crociera Legacy. I mostri vengono accolti con un caloroso benvenuto dalla capitana della nave, Ericka, e Dracula se ne innamora a prima vista, una cosa che riteneva impossibile.
Di nascosto e senza farsi notare, Ericka raggiunge una stanza segreta nei ponti inferiori e incontra Abraham Van Helsing, che si scopre essere il suo bisnonno. Infatti, dopo l'ultimo scontro con Dracula, quando cadde dalla scogliera, si rese conto che un umano non avrebbe mai sconfitto un mostro e, per non venir meno alla tradizione di famiglia, compì molte ricerche prima di trovare il modo di eliminare i mostri: usare uno Strumento di Distruzione che si trova tra le rovine della città perduta di Atlantide. Ma col passar del tempo stava invecchiando e, per sfuggire alla morte, è riuscito a meccanizzarsi, collocando la sua testa su un macchinario a vapore nel quale sono conservati i suoi organi. Inoltre Van Helsing fa promettere alla pronipote di non uccidere Dracula prima del tempo, ma lei tenta lo stesso in tutti i modi, ma senza successo.
Fallito il tentativo durante una gita a un vulcano sottomarino, Ericka si lamenta del fatto che non riesce ad "averlo per sé". Murray, Griffin e Frank origliano il suo discorso e, pensando che Dracula abbia fatto colpo, lo informano di ciò che hanno sentito. Vedendola come una buona occasione per tentare di uccidere il vampiro, Ericka accetta il suo invito a cena. Durante la sosta a un'isola deserta, al momento della cena Ericka cerca di avvelenare Dracula con del guacamole condito con olio all'aglio, ma invano in quanto i vampiri in realtà sono solo intolleranti a tale ortaggio. Parlando del loro passato, la giovane capitana inizia a provare dei sentimenti per il conte. Quando Mavis scopre che al padre piace la donna, la vampira si insospettisce e si chiede cosa possa spingere un'umana a interessarsi a lui.
La nave raggiunge Atlantide, trasformata in un casinò per mostri. Dracula decide che è arrivato il momento di dire la verità a Mavis sui suoi sentimenti per Ericka, ma vedendo la donna recarsi in una zona con accesso vietato, la segue di nascosto, con Mavis al seguito. Lungo la strada, il conte salva la vita all'umana. Con l'aiuto del vampiro supera i diversi trabocchetti per raggiungere lo Strumento di Distruzione e, a causa del crollo della sala, Dracula la porta al sicuro nella camera precedente. Mavis arriva e, credendo che Ericka voglia fare del male a suo padre, cerca di salvarlo, ma lui la ferma confessandole di aver fatto zing con la capitana. Dopo che Ericka si fa spiegare cos'è uno zing, ella respinge i sentimenti di Dracula, lasciandolo col cuore a pezzi.
Una rammaricata Ericka dà infine al bisnonno lo Strumento di Distruzione e i due si apprestano a preparare la trappola per i mostri, con una festa danzante. Notando che Dracula è ancora triste, Mavis gli dice di parlare con Ericka. D'un tratto, tolto di mezzo il DJ, Van Helsing si palesa e fa rivelare a Ericka di essere sua pronipote, Ericka Van Helsing. Il cacciatore di mostri svela lo Strumento di Distruzione: un astuccio contenente un'antica pergamena su cui è stato scritto uno spartito musicale, e inizia a suonare una musica stregata grazie alla quale ordina al Kraken di attaccare e distruggere lo scoglio su cui vengono intrappolati i mostri. Con l'aiuto di Plin-Plin (il cane di Dennis), Ericka riesce a salvare Dracula dal Kraken, e implora il bisnonno di fermare tutto, confessando a Dracula che anche lei ha fatto zing con lui, cosa che fa riprendere i sensi al conte e innervosire il bisnonno, il quale attacca entrambi.
Per placare il Kraken, Johnny tira fuori il suo kit da DJ portatile e inizia a suonare delle canzoni positive per contrastare la nefasta melodia di Van Helsing. Infine, con la canzone più positiva del mondo (la Macarena), il Kraken si rilassa e torna definitivamente buono. Van Helsing non è in grado di controbattere tale musica, e tutti iniziano a ballare il ballo, incluso lo spartito che nel farlo si distrugge in tanti pezzettini. Persino il cacciatore inizia a lasciarsi andare al ritmo, ma scivola e cade, per cui Dracula corre a salvarlo. Commosso da tale atto di gentilezza, Van Helsing dichiara ai mostri che, per scusarsi delle sue azioni, darà loro il rimborso totale, rimandandoli a casa loro, salutati allegramente dal Kraken.
Tornati all'hotel, Dracula ed Ericka si fidanzano ufficialmente. Il conte porta la donna sul tetto, dove le chiede di sposarlo, e lei, dopo un iniziale farfugliamento, accetta con gioia.

## Produzione
Il 3 novembre 2015 la Sony Pictures annuncia il terzo capitolo della saga.
Il budget del film è stato di 80 milioni di dollari.

## Promozione
Il primo trailer del film viene diffuso il 16 novembre 2017.

## Distribuzione
La pellicola è stata distribuita nelle sale cinematografiche statunitensi a partire dal 13 luglio 2018 ed in quelle italiane dal 22 agosto dello stesso anno.

## Accoglienza

### Incassi
Nel primo weekend di programmazione nelle sale statunitensi, il film si posiziona al primo posto al botteghino con un incasso di 44,1 milioni di dollari.
La pellicola ha incassato 528,5 milioni di dollari in tutto il mondo.

### Critica
Sull'aggregatore di recensioni Rotten Tomatoes il film ottiene il 60% delle recensioni professionali positive con un voto medio di 6 su 10 basato su 109 critiche, mentre sul sito Metacritic ottiene un punteggio di 54 su 100 basato su 23 critiche.

## Riconoscimenti
- 2018 - People's Choice Awards[11]
  - Candidatura per il film per famiglie preferito dal pubblico
- 2019 - Annie Award[12]
  - Candidatura per i migliori effetti visivi in un film d'animazione
  - Candidatura per la miglior regia in un film d'animazione a Genndy Tartakovsky
  - Candidatura per la miglior scenografia
- 2019 - Nickelodeon Kids' Choice Awards[13]
  - Candidatura per il film d'animazione preferito dal pubblico
  - Candidatura per la voce maschile preferita dal pubblico in un film d'animazione a Adam Sandler
  - Candidatura per la voce maschile preferita dal pubblico in un film d'animazione a Andy Samberg
  - Candidatura per la voce femminile preferita dal pubblico in un film d'animazione a Selena Gomez

## Sequel
Originariamente il terzo capitolo era destinato ad essere l'ultimo film del franchise, ma nel febbraio 2019 la Sony Pictures Entertainment ha annunciato il quarto capitolo, con una data di uscita fissata al 22 dicembre 2021 e spostata poi al 6 agosto dello stesso anno.
Il 9 aprile 2021 la Sony ha annunciato il titolo del sequel, che sarà Hotel Transylvania - Uno scambio mostruoso (Hotel Transylvania: Transformania), anticipando la data di uscita al 23 luglio 2021, poi fissata al 1º ottobre 2021 ed infine al 14 gennaio 2022.